# پانتومیم (فیلم ۱۹۸۴)
«پانتومیم» (انگلیسی: Charade (1984 film)) یک فیلم است که در سال ۱۹۸۴ منتشر شد.